# Momotxorro

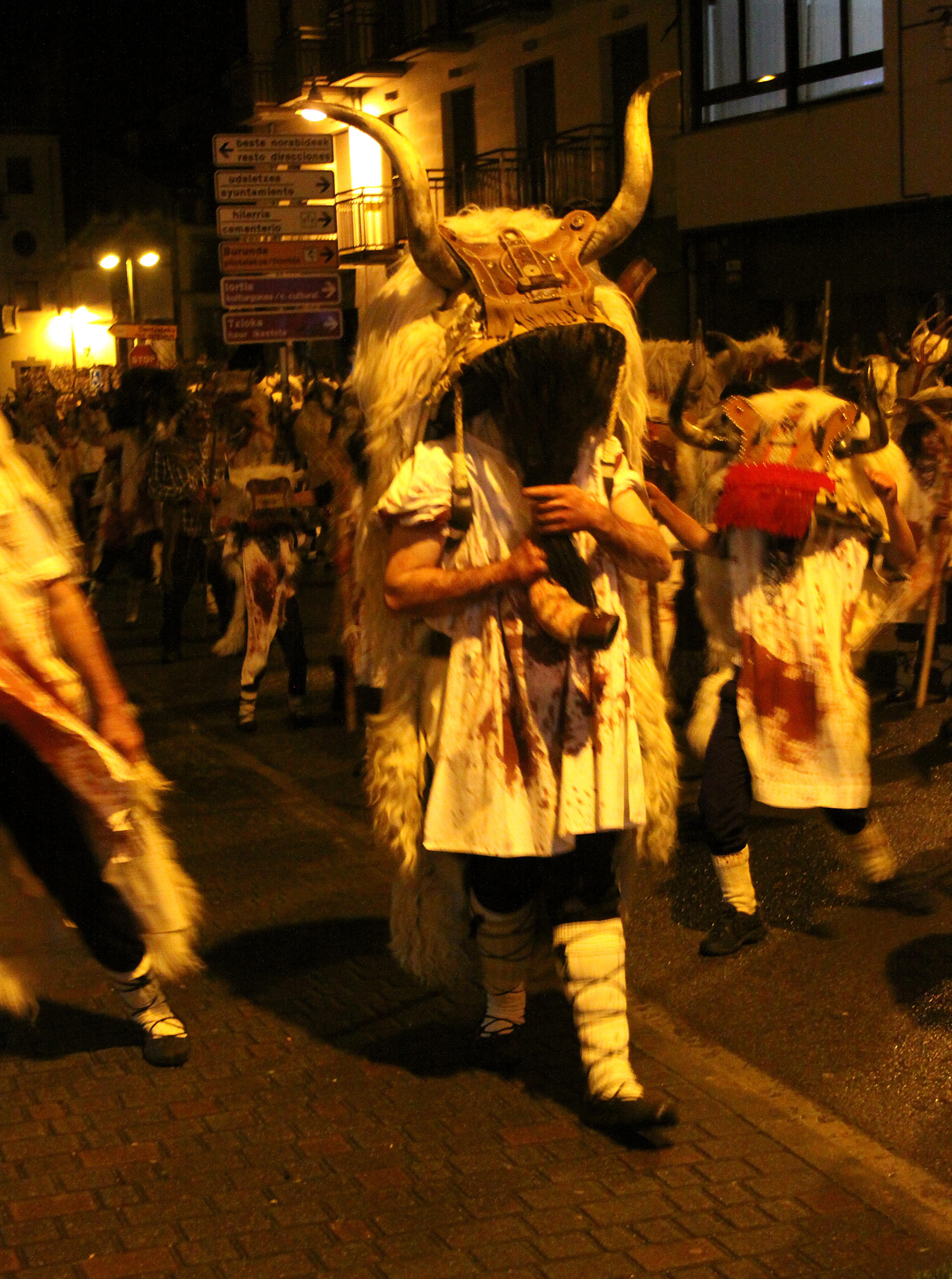
Carnaval d'Altsasu 2020 : Momotxorros

Les Momotxorros (mot basque, prononcer « momotchorro ») sont les personnages centraux du carnaval rural basque d'Altsasu, gros bourg de la communauté forale de Navarre en Espagne. Les hommes et les femmes qui les incarnent, vêtus d'une peau de mouton et d'un tablier ensanglanté, portant cornes de vaches et sonnailles, envahissent les rues de la ville la nuit du Mardi gras en menaçant les passants de leur fourche.

## Origine
L'origine de ces personnages est inconnue. La coutume, disparue au début du siècle (1916, 1926 ou dans les années 1930 sous la chape du franquisme) a été restaurée en 1982, au dam de certains des habitants les plus âgés pour lesquels ces déguisements évoquent de vieilles histoires de pillages, de vols et d'agressions sexuelles. Sa réimplantation est due aux recherches de l'accordéoniste Enrike Zelaia et notamment à ses entretiens avec les anciens du village.
La tradition contribue désormais fortement à l'identité de la petite ville.
D'autres personnages ont fait leur apparition plus récemment :
- Deabrua, le diable incarné par un homme vêtu d'une peau de bouc, qui conduit une troupe de sorcières au sabbat (akelarre)[4] ;
- un attelage figurant des bœufs tirant un fac-similé de charrue pour préparer la terre, suivi d'un semeur qui répand des cendres[4] ;
- d'obèses Juan-tranposoak, engoncés dans des sacs de jute rembourrés de mousse ou de paille[Note 1],[4] ;
- les maskaritak, de jeunes filles, visage couvert d'un linge et corps vêtu d'une grande cape nouée en pompon sur la tête[4].

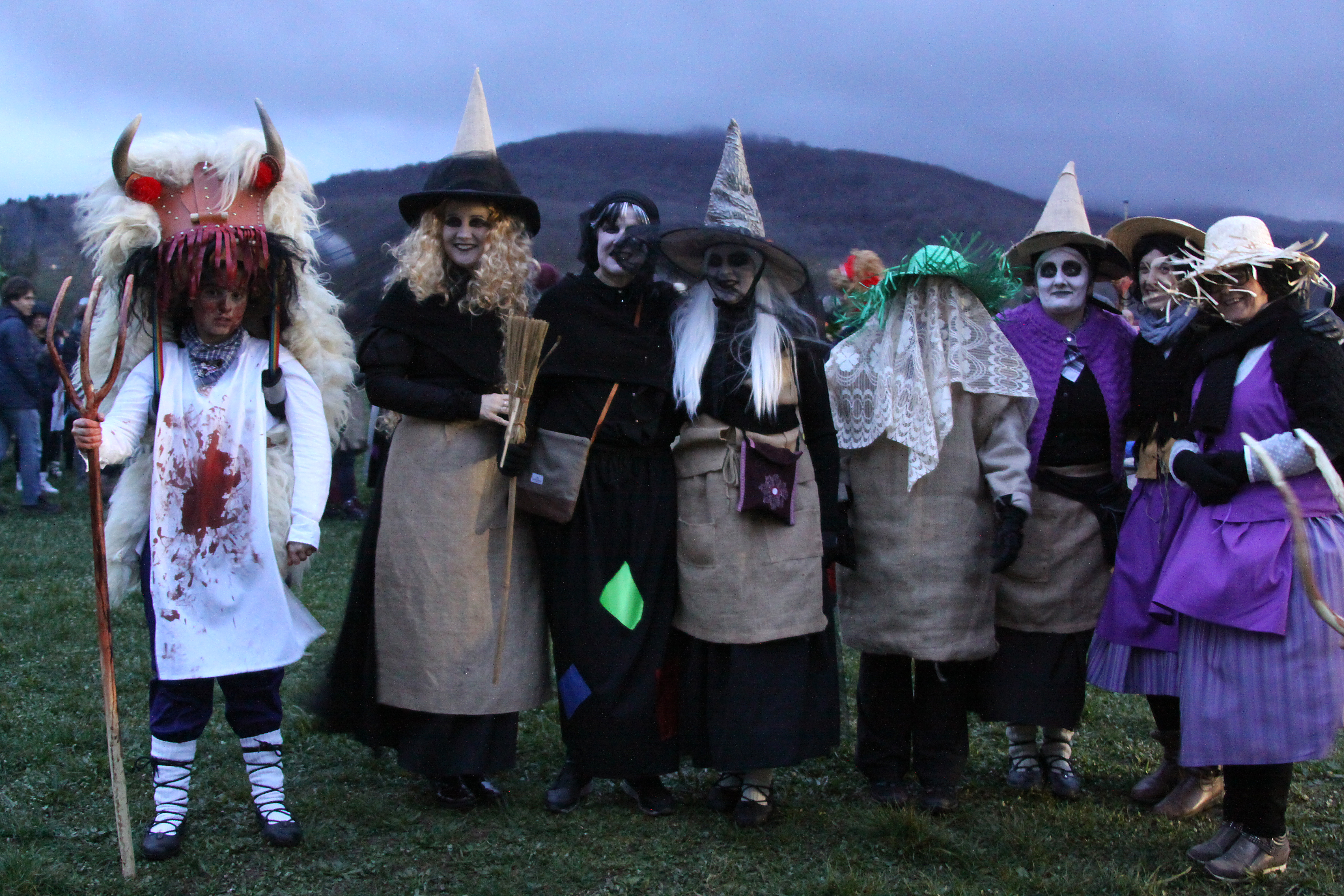
Momotxorro et sorginak.
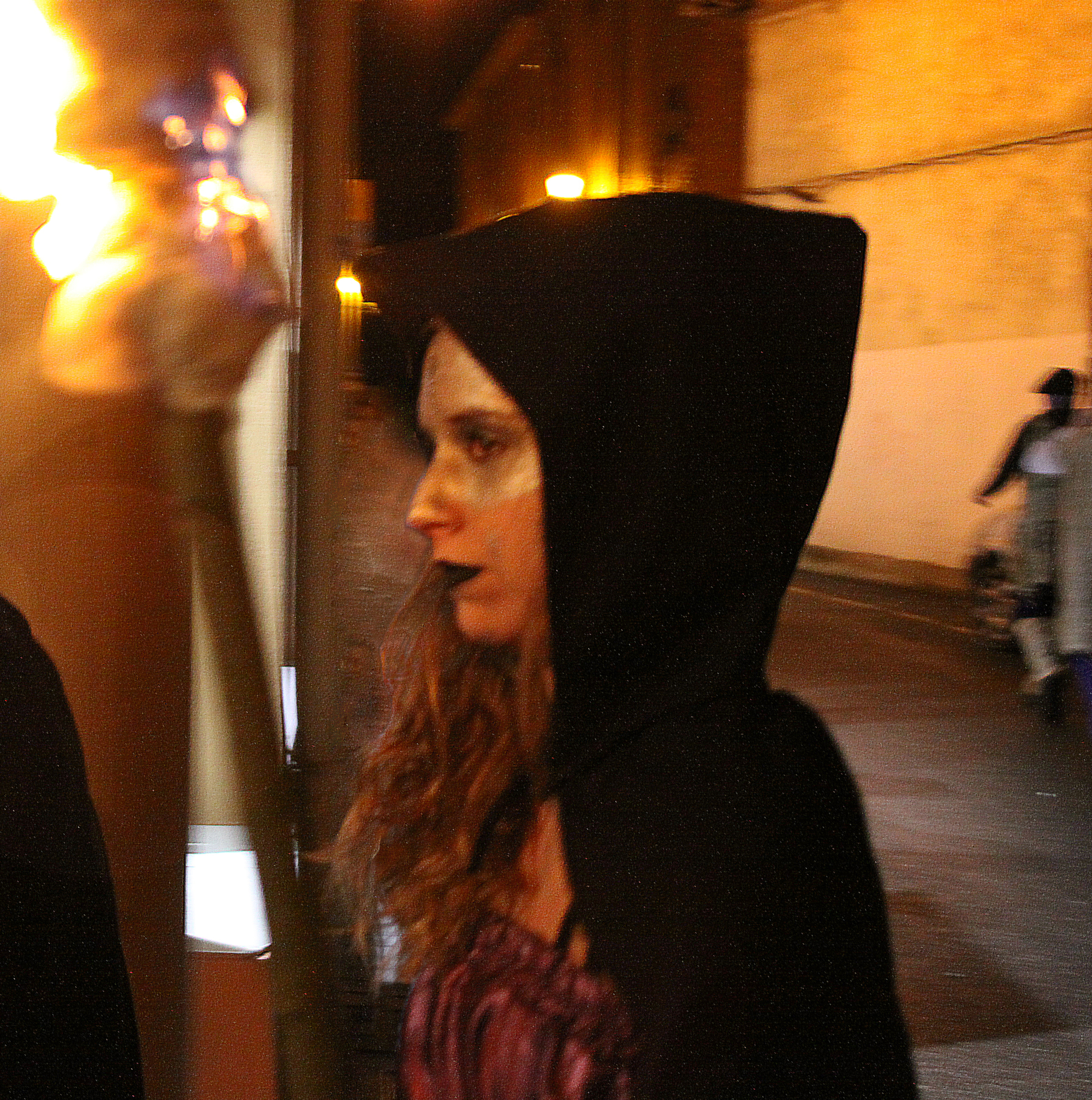
Sorcière (sorgina).
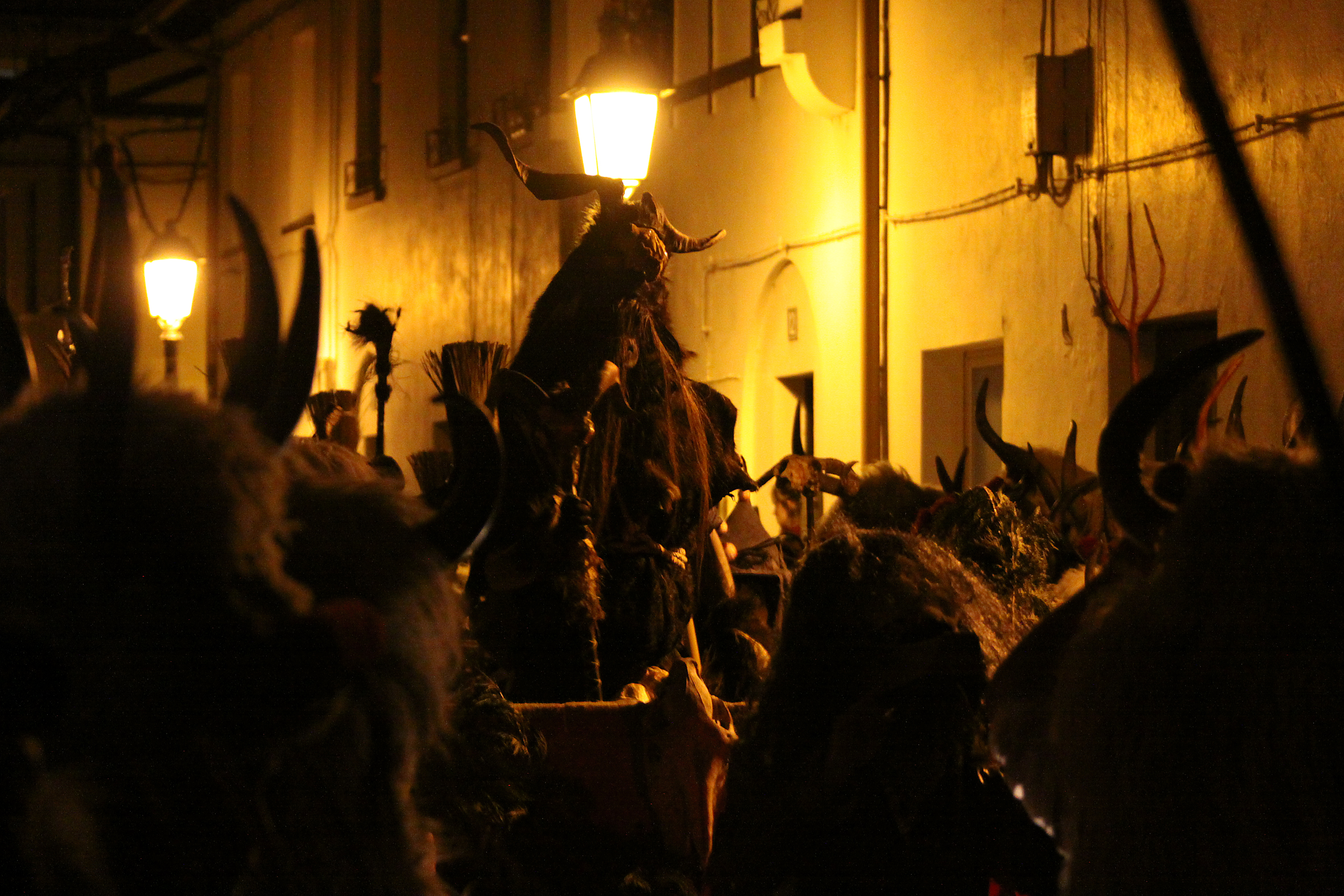
Le démon (Deabrua).
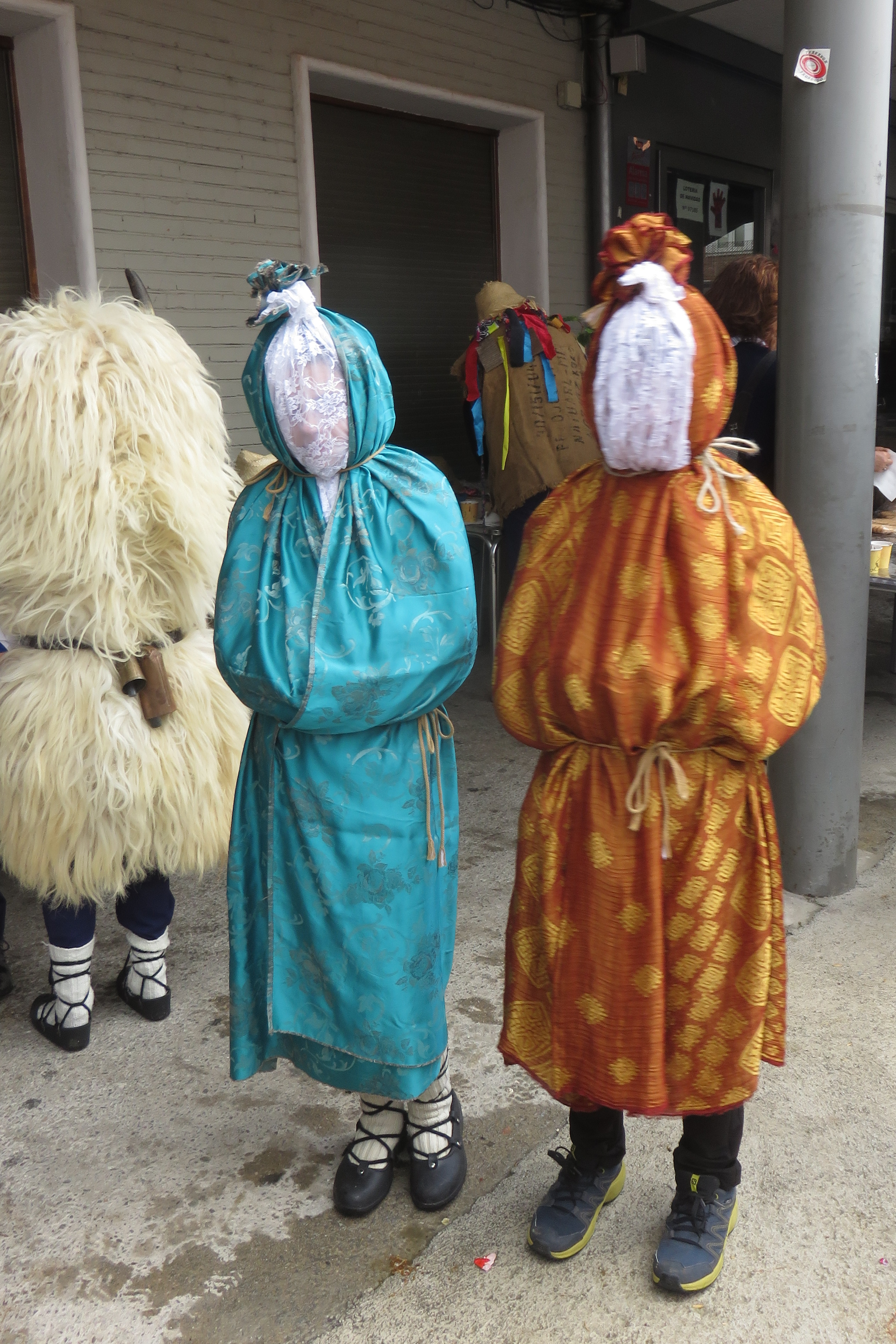
Deux maskaritak.
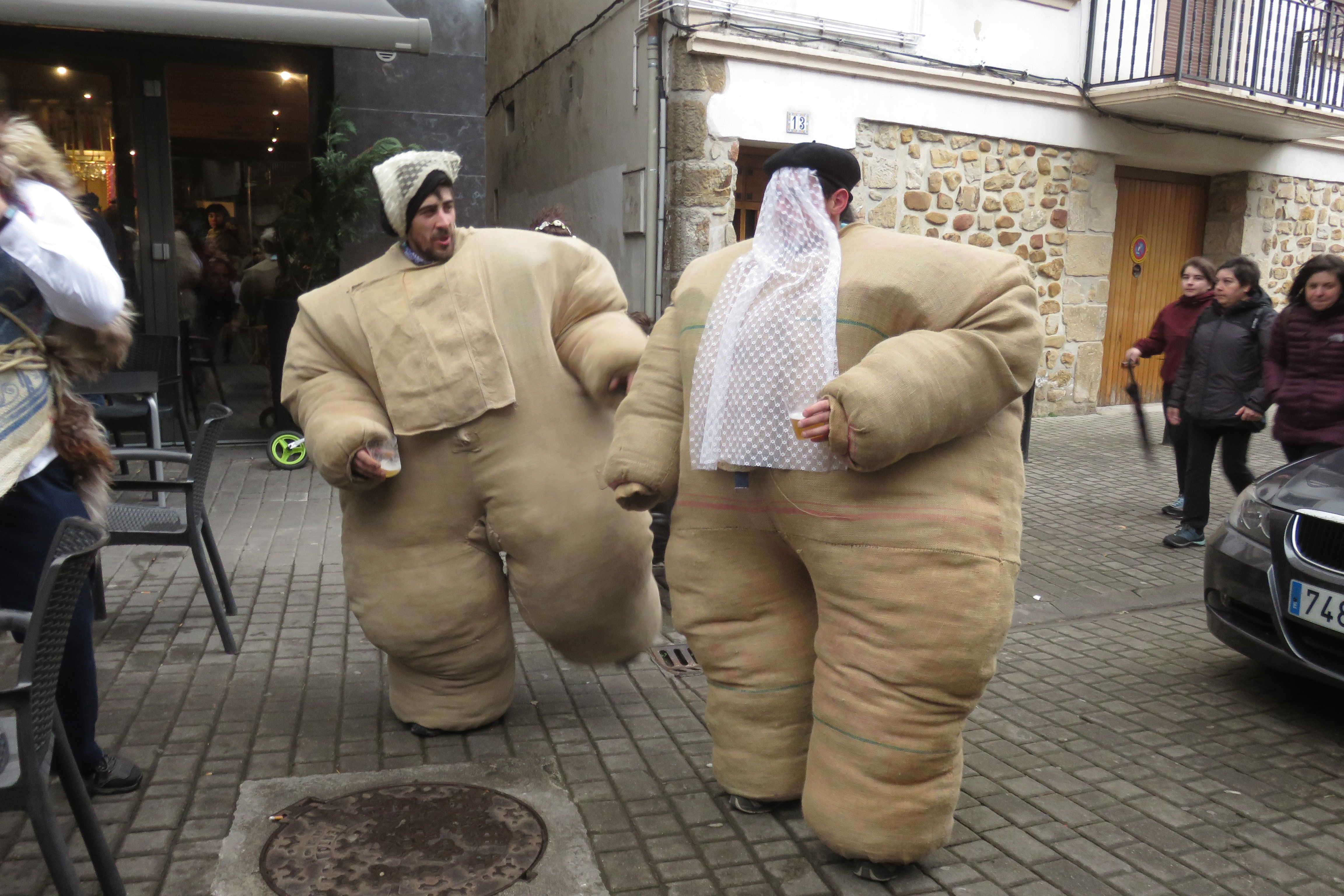
Deux Juan-tranposoak.
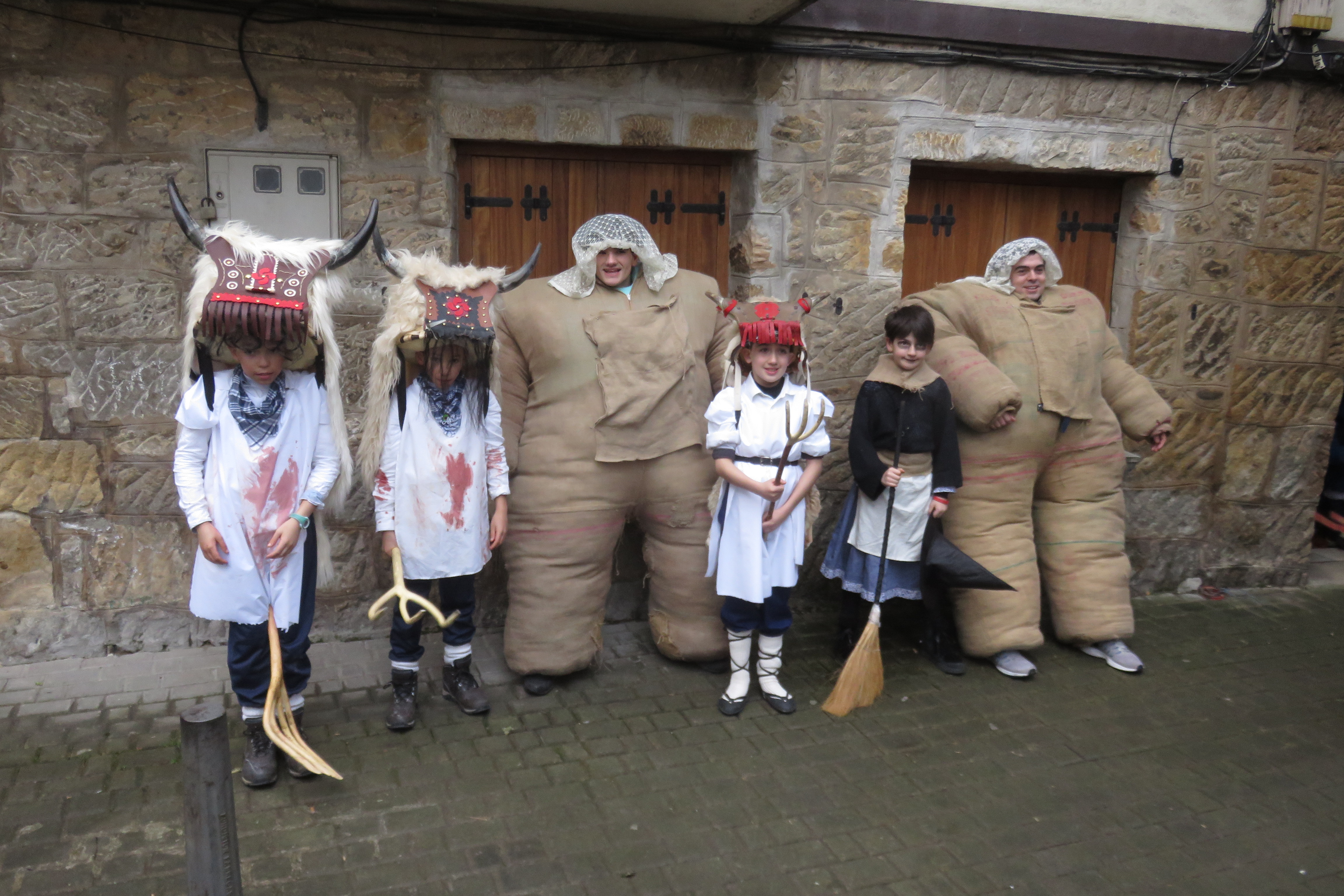
Jeunes Momotxorroak et Juan-tranposoak.

## Déroulement

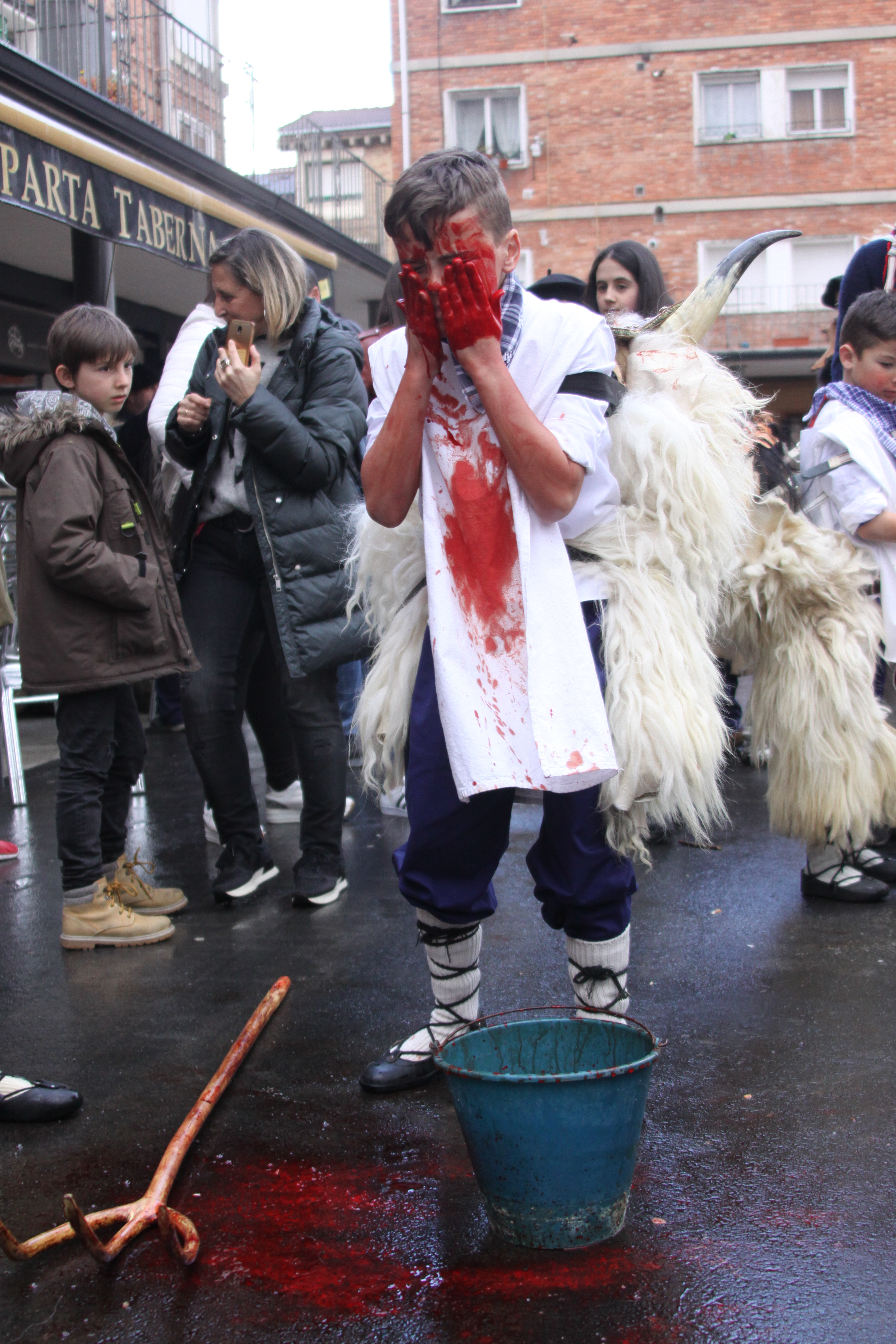
Un jeune Momotxorro se livre au rituel du sang.

Le Mardi gras, les participants font la quête de porte en porte (puska biltza), puis festoient copieusement avec l'argent récolté.
Le soir ils se rassemblent en périphérie de la ville. Ils portent un pantalon bleu, un tablier de drap blanc, d'épaisses chaussettes écrues, des sandales (abarka) lacées sur le mollet, et sur la tête une corbeille retournée ornée de cornes de vache et couvert d'une peau de mouton qui fait office de cape. Des sonnailles sont souvent fixées à leur ceinture et un foulard ou une cagoule masque parfois leur visage.
Au cours d'un « rituel du sang », ils oignent leur fourche en bois et maculent leur tablier du sang d'un cochon fraichement égorgé contenu dans des baquets,. À la nuit tombée, la horde de centaines de Momotxorros s'élance à travers la ville, qu'elle parcourt pendant plusieurs heures jusqu'à en atteindre la place forale (Foruko plaza ou plaza de los Fueros). En route, les Momotxorros menacent les passants de leur fourche en poussant des hurlements féroces, simulent des agressions ou tentent de pénétrer dans les maisons pour les piller.
Assez vite, un homme déguisé en bouc — figurant bien sûr le Diable — suivi d'une troupe de sorcières (sorginak) rejoint le cortège. Monté dans une carriole, le démon provoque les sorcières par ses poses obscènes, auxquelles celles-ci répondent par des cris lascifs. Par son esthétique et sa dynamique propre, la scène s'oppose à l'attitude violente des Momotxorros.
Tout au long de la procession, qui alterne cavalcades et phases statiques, la horde interprète la Momotxorroen dantza, la « danse des Momotxorros » chaque fois qu'elle passe devant un des anciens points d'eau de la ville.
La danse des Momotxorros sur la place forale (Momotxorroen dantza) clôt le parcours tard dans la nuit. Cet aboutissement est marqué par le retrait par tous les participants de leurs masque, corbeille, cornes et peau de mouton. La fête continue avec une gaupasa (une bringue en basque) qui dure toute la nuit.

## Symbolique

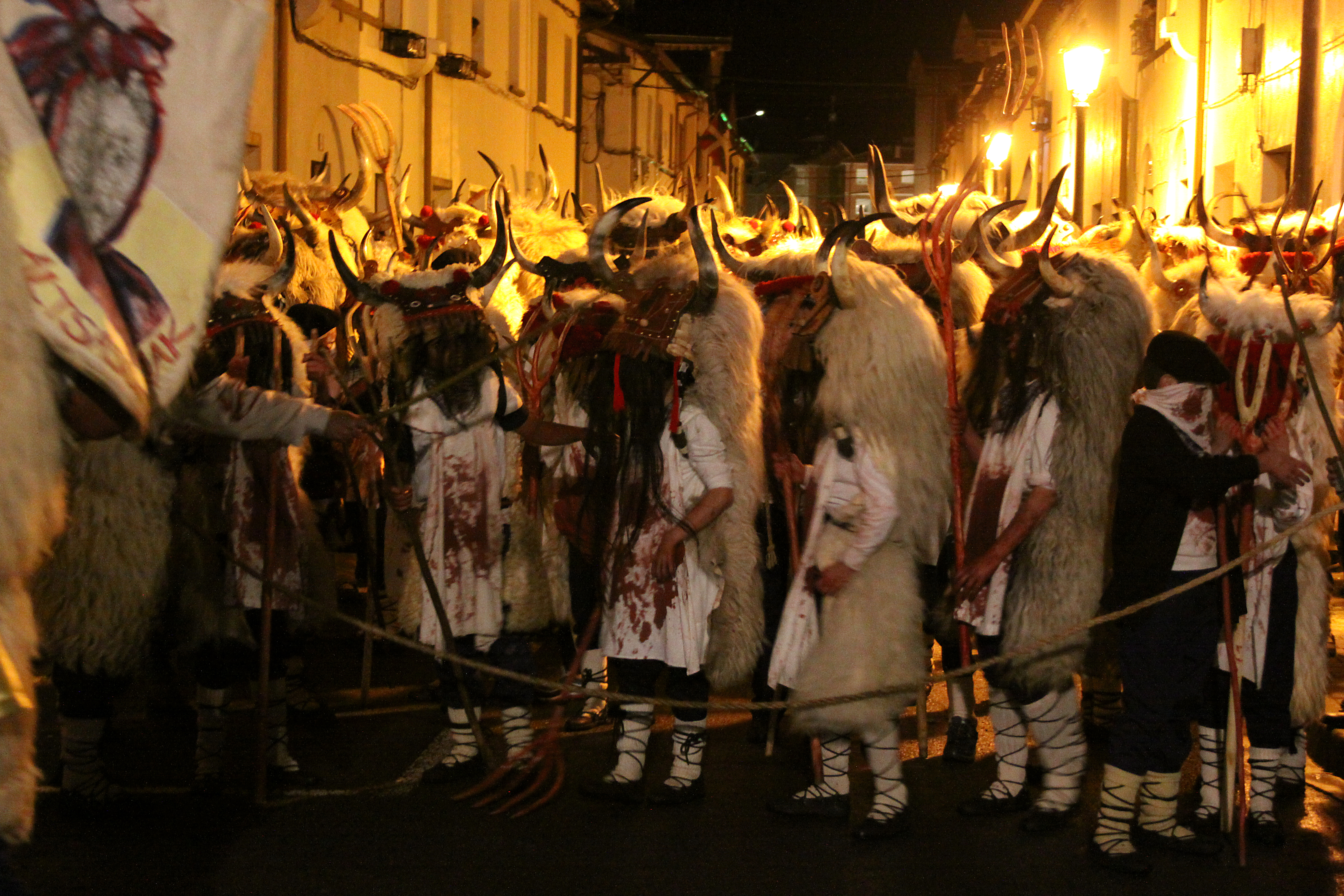
La horde des Momotxorros, peu avant le réveil de l'akelarre.

Comme de nombreux carnavals, celui d'Altsasu peut se lire comme un rituel d'éveil à la fin de l'hiver : ainsi les cloches agitées par les Momotxorros viseraient-elles à réveiller la nature, l'ours en particulier, tandis que leur fourche fertiliseraient la terre. Lors d'une étape de la horde sur une place, des sorcières allument un bûcher d'Akelarre, tirant de la pénombre les personnages sauvages de la procession et les « réveillant » par leurs danses.
Une autre lecture évoque l'envahissement de l'espace policé et sécurisé du village par les forces hostiles de la nature. Celles-ci après en avoir dévasté les rues finissent par rompre les barricades que les villageois ont érigé autour de la place forale.
Des similitudes avec les Lupercales romaines sont parfois évoquées. 

## Dérivés
La ville de Galdakao en Biscaye voit également défiler des Momotxorros lors de son carnaval, dans une tradition importée en 1976.